# Vojakovac
Vojakovac är en ort i Kroatien.   Den ligger i länet Koprivnica-Križevcis län, i den nordöstra delen av landet, 60 km nordost om huvudstaden Zagreb. Vojakovac ligger 170 meter över havet och antalet invånare är 234.
Terrängen runt Vojakovac är huvudsakligen platt, men åt nordväst är den kuperad. Runt Vojakovac är det ganska glesbefolkat, med 47 invånare per kvadratkilometer. Närmaste större samhälle är Križevci, 7,8 km sydväst om Vojakovac. Omgivningarna runt Vojakovac är en mosaik av jordbruksmark och naturlig växtlighet.